# Let My Love Open the Door
„Let My Love Open the Door“ je píseň anglického hudebníka Petea Townshenda, která vyšla na jeho albu Empty Glass v roce 1980. Rovněž vyšla jako singl, na jehož druhé straně byla píseň „Greyhound Girl“. V americké hitparádě se singl umístil na deváté příčce. Coververze písně nahráli například M. Ward a Natalie Imbruglia. V roce 2016 vydal vlastní verzi písně Roger Daltrey, Townshendův spoluhráč ze skupiny The Who.